# Luis Fernando Copete
Luis Fernando Copete Murillo (Istmina, Chocó, Colombia, 12 de febrero de 1989) es un futbolista colombiano naturalizado nicaragüense que juega como defensa. Actualmente milita en el Diriangén Fútbol Club de la Primera División de Nicaragua.

## Trayectoria

### La Equidad
Llega al club capitalino a mediados del año 2008 para integrar las categorías inferiores.
En el año 2009 cumpliendo con la recordada norma que en ese tiempo había de hacer debutar un jugador joven, Copete debuta con el equipo capitalino de La Equidad enfrentando al Deportivo Cali en el Estadio Pascual Guerrero.
Luego de la polémica que tuvo tras este partido por presentar un registro civil falso, es despedido y regresa a la ciudad de Palmira (Valle del Cauca) donde residía con su familia. Posteriormente se marcharía del país.

### Nicaragua
Tras su polémica en Colombia se va a vivir a Nicaragua donde luego de tres años vuelve a jugar al fútbol profesional en el equipo de Walter Ferreti donde rápidamente se convierte en un referente del club, tanto así que es nacionalizado nicaragüense para jugar con la selección nacional de ese país centroamericano.

### Comerciantes Unidos
Debido a sus grandes actuaciones en Real Estelí, fue contratado por Comerciantes Unidos de Cutervo para afrontar el Campeonato Descentralizado 2017 y la Copa Sudamericana 2017. Pese a la irregularidad del club fue uno de los más destacados del equipo, pero debido a la convocatoria a la Copa de Oro, el club cutervino consideró que era mucho tiempo en el cual el jugador estaría en dicho torneo por lo que decidieron disolver el contrato debido a que Copete quería jugar con Nicaragua.

## Selección nacional
Copete se convirtió en ciudadano naturalizado de Nicaragua en 2011, y recibió su primera convocatoria para jugar con la Selección de Nicaragua un año después para los partidos de Clasificación de Concacaf para la Copa Mundial de Fútbol de 2018.

### Goles internacionales
Resumen de Goles con la Selección de Nicaragua
- Clasificación para la Copa Mundial de Fútbol 3 goles

- Amistosos 0 goles

- Copa de Oro 0 goles

- Copa Centroamericana 0 goles

- Goles Totales: 3 goles

## Clubes
| Club                | País        | Año           |
| ------------------- | ----------- | ------------- |
| La Equidad          | Colombia    | 2009          |
| Managua FC          | Nicaragua   | 2012-2013     |
| Walter Ferretti     | Nicaragua   | 2013 - 2014   |
| Puma Generaleña     | Costa Rica  | 2015          |
| Walter Ferretti     | Nicaragua   | 2015 - 2016   |
| Real Estelí         | Nicaragua   | 2016          |
| Comerciantes Unidos | Perú        | 2017          |
| Real Estelí         | Nicaragua   | 2017          |
| Sonsonate           | El Salvador | 2018          |
| Deportivo Pasto     | Colombia    | 2018          |
| Always Ready        | Bolivia     | 2019          |
| Once Municipal      | El Salvador | 2020          |
| Real Potosí         | Bolivia     | 2021-2023     |
| Diriangén           | Nicaragua   | 2023-presente |

## Estadísticas
| Club                         | Div.          | Temporada     | Liga  | Liga  | Copa Internacional | Copa Internacional | Total | Total |
| Club                         | Div.          | Temporada     | Part. | Goles | Part.              | Goles              | Part. | Goles |
| ---------------------------- | ------------- | ------------- | ----- | ----- | ------------------ | ------------------ | ----- | ----- |
| La Equidad · Colombia        |               |               |       |       |                    |                    |       |       |
| 1.ª                          | 2009          | 1             | 0     | -     | -                  | 1                  | 0     |       |
| Total club                   | Total club    | 1             | 0     | 0     | 0                  | 1                  | 0     |       |
| Walter Ferretti · Nicaragua  |               |               |       |       |                    |                    |       |       |
| 1.ª                          | 2013-14       | 35            | 2     | -     | -                  | 35                 | 2     |       |
| 1.ª                          | 2014-15       | 19            | 4     | -     | -                  | 19                 | 4     |       |
| 1.ª                          | 2015-16       | 10            | 2     | 4     | 0                  | 14                 | 2     |       |
| Total club                   | Total club    | 64            | 8     | 4     | 0                  | 68                 | 8     |       |
| Puma Generaleña · Costa Rica |               |               |       |       |                    |                    |       |       |
| 1.ª                          | 2015          | 15            | 0     | -     | -                  | 15                 | 0     |       |
| Total club                   | Total club    | 15            | 0     | 0     | 0                  | 15                 | 0     |       |
| Real Estelí · Nicaragua      |               |               |       |       |                    |                    |       |       |
| 1.ª                          | 2016          | 20            | 2     | 4     | 0                  | 24                 | 2     |       |
| 1.ª                          | 2017          | 3             | 0     | 2     | 0                  | 5                  | 0     |       |
| Total club                   | Total club    | 23            | 2     | 6     | 0                  | 29                 | 2     |       |
| Comerciantes Unidos · Perú   |               |               |       |       |                    |                    |       |       |
| 1.ª                          | 2017          | 14            | 1     | 2     | 0                  | 16                 | 1     |       |
| Total club                   | Total club    | 14            | 1     | 2     | 0                  | 16                 | 1     |       |
| Sonsonate · El Salvador      |               |               |       |       |                    |                    |       |       |
| 1.ª                          | 2018          | 20            | 1     | -     | -                  | 20                 | 1     |       |
| Total club                   | Total club    | 20            | 1     | 0     | 0                  | 20                 | 1     |       |
| Deportivo Pasto · Colombia   |               |               |       |       |                    |                    |       |       |
| 1.ª                          | 2018          | 10            | 1     | -     | -                  | 10                 | 1     |       |
| Total club                   | Total club    | 10            | 1     | 0     | 0                  | 10                 | 1     |       |
| Always Ready · Bolivia       |               |               |       |       |                    |                    |       |       |
| 1.ª                          | 2019          | 31            | 2     | -     | -                  | 31                 | 2     |       |
| Total club                   | Total club    | 31            | 2     | 0     | 0                  | 31                 | 2     |       |
| Total carrera                | Total carrera | Total carrera | 178   | 15    | 12                 | 0                  | 190   | 15    |

### Selección
| Selección          | Año                | Amistosos | Amistosos | Copa Centroamericana | Copa Centroamericana | Copa de Oro | Copa de Oro | Concacaf Nations League | Concacaf Nations League | Eliminatorias Mundialistas | Eliminatorias Mundialistas | Copa Mundial | Copa Mundial | Total | Total |
| Selección          | Año                | PJ        | G         | PJ                   | G                    | PJ          | G           | PJ                      | G                       | PJ                         | G                          | PJ           | G            | PJ    | G     |
| ------------------ | ------------------ | --------- | --------- | -------------------- | -------------------- | ----------- | ----------- | ----------------------- | ----------------------- | -------------------------- | -------------------------- | ------------ | ------------ | ----- | ----- |
| Absoluta           | 2014               | 1         | 0         | 3                    | 0                    | --          | --          | --                      | --                      | --                         | --                         | --           | --           | 4     | 0     |
| Absoluta           | 2015               | 2         | 0         | --                   | --                   | --          | --          | --                      | --                      | 6                          | 2                          | --           | --           | 8     | 2     |
| Absoluta           | 2016               | 4         | 1         | --                   | --                   | --          | --          | --                      | --                      | --                         | --                         | --           | --           | 4     | 1     |
| Absoluta           | 2017               | --        | --        | 4                    | 0                    | 5           | 0           | --                      | --                      | --                         | --                         | --           | --           | 9     | 0     |
| Absoluta           | 2018               | --        | --        | --                   | --                   | --          | --          | 1                       | 0                       | --                         | --                         | --           | --           | 1     | 0     |
| Absoluta           | 2019               | 2         | 0         | --                   | --                   | 3           | 0           | --                      | --                      | --                         | --                         | --           | --           | 5     | 0     |
| Absoluta           | Total              | 9         | 1         | 7                    | 0                    | 8           | 0           | 1                       | 0                       | 6                          | 2                          | 0            | 0            | 31    | 3     |
| Total en Nicaragua | Total en Nicaragua | 9         | 1         | 7                    | 0                    | 8           | 0           | 1                       | 0                       | 6                          | 2                          | 0            | 0            | 31    | 3     |